# Editor grafic vectorial

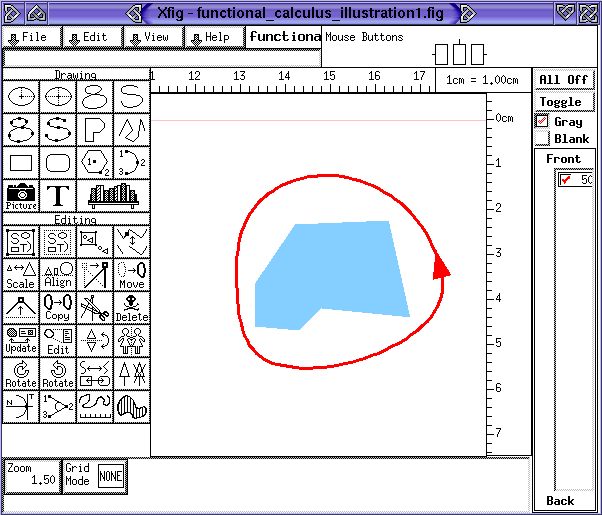
Captură de ecran în editorul grafic vectorial xfig

Un editor grafic vectorial este un program de computer care permite crearea imaginilor vectoriale, modificarea și memorarea acestora în diferite formate vectoriale precum EPS, SVG, PDF, WMF.